# Rhapis humilis
Rhapis humilis är en enhjärtbladig växtart som beskrevs av Carl Ludwig von Blume. Rhapis humilis ingår i släktet Rhapis och familjen Arecaceae. Inga underarter finns listade i Catalogue of Life.

## Bildgalleri

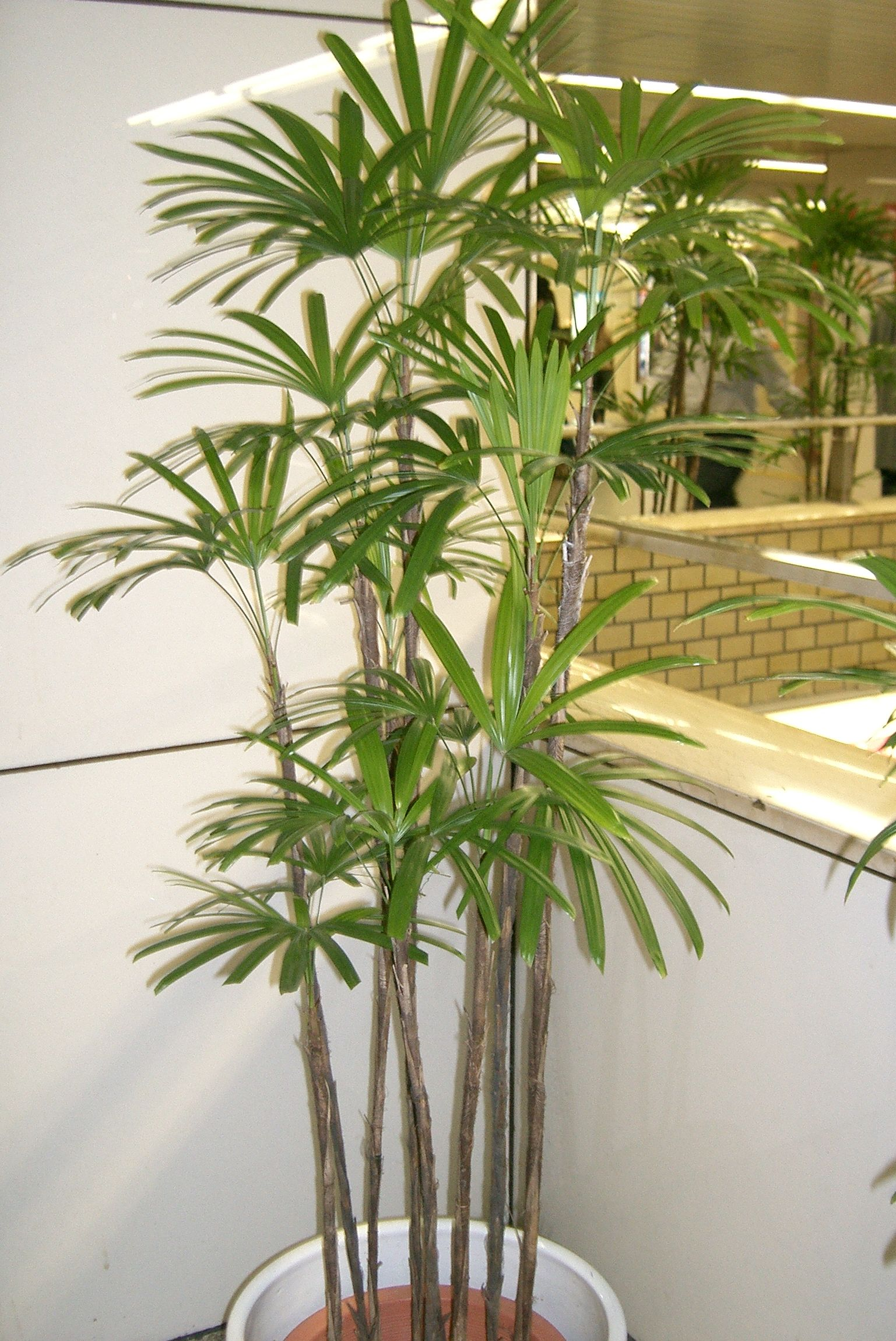
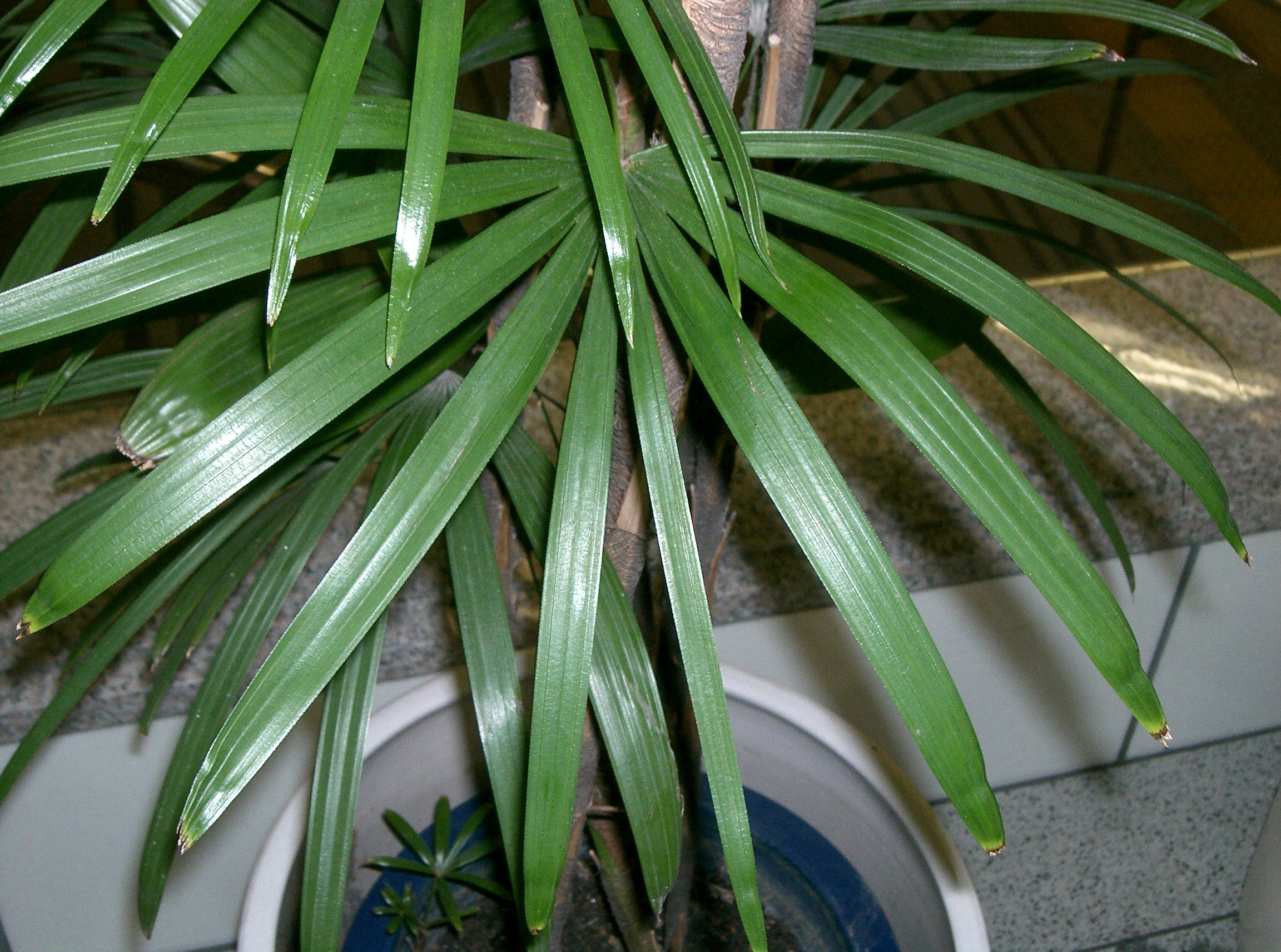
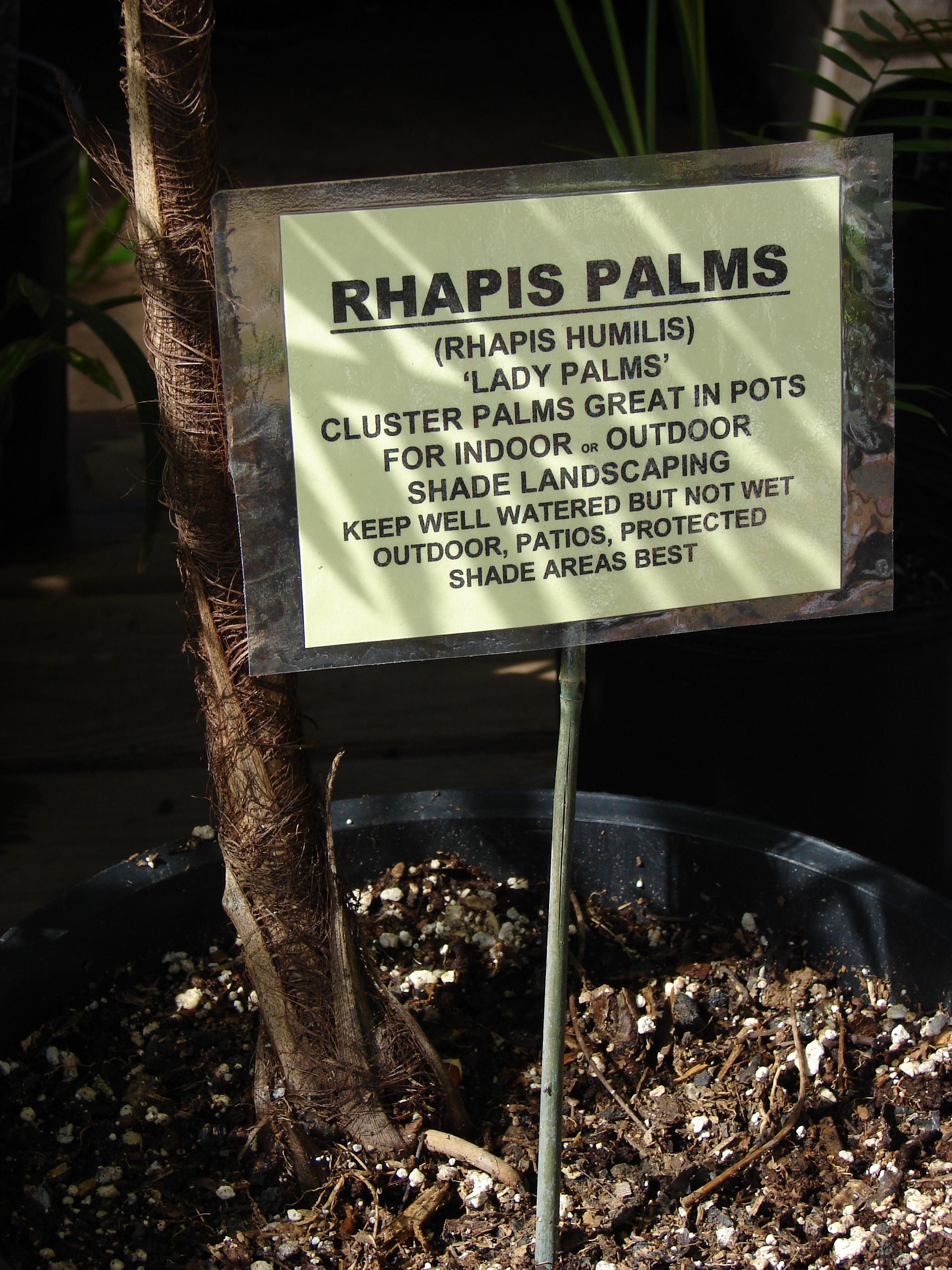